# ノーショーピング級魚雷艇
ノーショーピング級魚雷艇（スウェーデン語: Torpedbåt av Norrköpingsklass）は、スウェーデン海軍が運用していた魚雷艇（後にミサイル艇に改装）の艦級。計画名はスピカ-II型。

## 設計

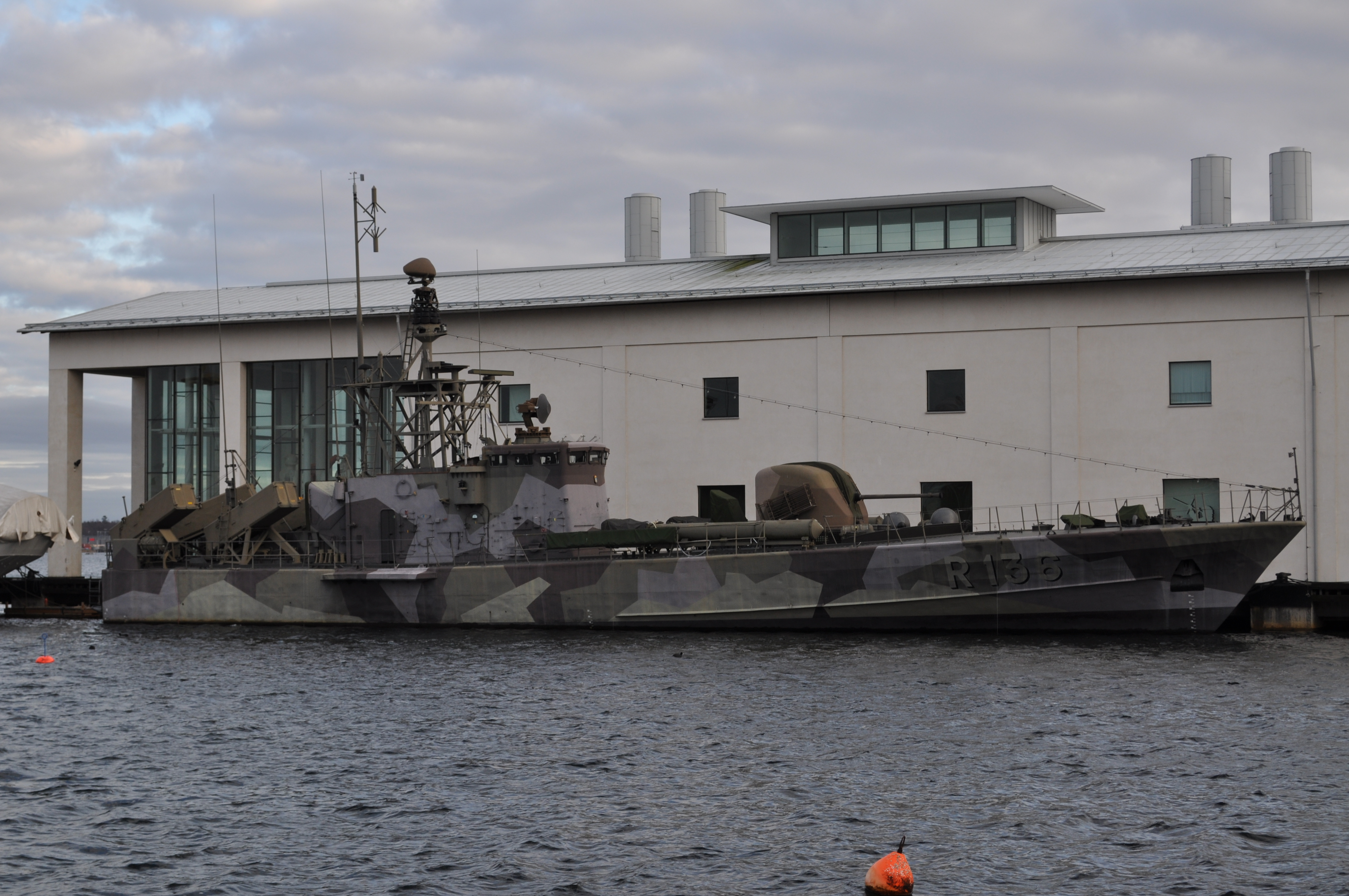
ミサイル艇改修後の船影

設計面では、基本的にはスピカ級の船体を1メートル延長した発展型となっている。主機関も同様にブリストル プロテュースガスタービンエンジン3基で3軸を駆動する方式であり、煙突は設けずに船尾排気とされている。兵装もおおむねスピカ級のものが踏襲されたが、砲射撃指揮装置（GFCS）は、国産のサーブ 9LV200 Mk.1に変更された。これは、並行して建造されていた小型ミサイル艇であるフギン級で搭載された9LV200 Mk.2のアナログ版というべきものであった。
1982年から1985年にかけて近代化改修が行われ、本級はミサイル艇に生まれ変わることになった。魚雷発射管6門のうち4門と引き換えにRBS-15艦対艦ミサイルが搭載された。最大8発を搭載できるが、平時には単装発射筒2基のみが搭載される。またその大射程を活かすため、長距離探知が可能なシージラフ50HCレーダーと、情報管理のためのMARIS-880武器管制システムも搭載された。MARIS-880は、ヘリコプターから測的データを受信することで、水平線超えでの交戦に対応した。
またその後、6隻（R131、132、138、139、140、142）に対して、戦闘指揮所の設置などの近代化改修が施されており、これらは最初に改修された艇の名前を冠してイースタッド級と称されることもある。2010年まで現役を継続する計画であったが、2000年度の国防白書で早期退役が決定され、2005年までに順次運用を終了した。

## 同型艦一覧
| #      | 艦名                            | 就役       | 退役       |
| ------ | ------------------------------- | ---------- | ---------- |
| T/R131 | ノーショーピング HMS Norrköping | 1973年11月 | 2005年9月  |
| T/R132 | ニュネスハムン HMS Nynäshamn    | 1973年9月  | 2003年     |
| T/R133 | ノルテリエ HMS Norrtälje        | 1974年8月  | 1998年11月 |
| T/R134 | ヴァールベリ HMS Varberg        | 1974年6月  | 1998年11月 |
| T/R135 | ヴェステロース HMS Västerås     | 1974年10月 | 1998年11月 |
| T/R136 | ヴェステヴィーク HMS Västervik  | 1975年1月  | 1997年11月 |
| T/R137 | ウメオ HMS Umeå                 | 1975年5月  | 1998年11月 |
| T/R138 | ピーテオー HMS Piteå            | 1975年9月  | 2003年     |
| T/R139 | ルレオ HMS Luleå                | 1975年11月 | n/a        |
| T/R140 | ハルムスタッド HMS Halmstad     | 1976年4月  | n/a        |
| T/R141 | ストレムスタード HMS Strömstad  | 1976年9月  | 2005年     |
| T/R142 | イースタッド HMS Ystad          | 1976年12月 | 2005年9月  |